# Kraniometaphysäre Dysplasie
Die Kraniometaphysäre Dysplasie ist eine sehr seltene angeborene Skelettdysplasie mit den Hauptkriterien einer kranialen Hyperostose und Entwicklungsstörungen der Metaphysen.
Das Syndrom wurde im Jahre 1954 durch W. P. U. Jackson und Mitarbeiter vom Pyle-Syndrom abgegrenzt.

## Verbreitung
Die Häufigkeit wird mit unter 1 zu 1.000.000 angegeben, bislang wurden etwa 70 Patienten beschrieben.

## Ursache und Einteilung
Es können nach Erbgang und zugrundeliegendem genetischen Mutationen zwei Formen unterschieden werden:
- Autosomal-dominanter Erbgang mit Mutationen im ANKH-Gen im Chromosom 5 am Genort p15.2, häufigere Form[4]
- Autosomal-rezessiv mit Mutationen im GJA1-Gen im Chromosom 6 an q22.31[5]

## Klinische Erscheinungen
Klinische Kriterien sind:
- Manifestation im Kleinkindesalter, zum Erwachsenenalter hin abnehmend bis fehlend
- Zunehmende Hyperostose und Sklerose der Schädel- und Gesichtsknochen mit prominenter Stirn
- Knöcherner Nasenwulst mit  Einschränkung der Nasenatmung
- Hypertelorismus
- Hyperplasie des Unterkiefers
- Hirnnervenausfälle, insbesondere des Nervus facialis, gelegentliche Sehstörungen, Hörverlust, Störung des Geruchsinnes

## Diagnose
Schwerpunkt der Diagnose bildet die Röntgenaufnahme des Skelettes.
Typische Befunde sind:
- Hyperostose frontookzipital und des Unterkiefers
- Hyperplasie des Nasenbeines
- Dolichozephalus
- Störung der Zahnentwicklung
- Sklerose der Schädelbasis mit Verstopfung der Nasennebenhöhlen
- Abnormale Konfiguration der Metaphysen der langen Röhrenknochen, beim Säugling diaphysäre Verdichtung, später metaphysäre Erlenmeyerkolbenartige Auftreibung der Röhrenknochen mit ausgedünnter Kortikalis, insbesondere kniegelenksnahe am Oberschenkelknochen
- Unauffällige Wirbelsäule und Beckenknochen

## Differentialdiagnose
Abzugrenzen ist unter anderem das Lenz-Majewski-Syndrom.

## Behandlung
Zur Therapie stehen operative Korrekturen der Verengung der Nasenwege zur Verfügung.
Es besteht ein erhöhtes Risiko einer obstruktiven Schlafapnoe.